# Taxa d'atac
En epidemiologia, la taxa d'atac és el percentatge d'una població en risc que contrau la malaltia durant un interval de temps especificat. S'utilitza en prediccions hipotètiques i durant brots reals de malalties. Es defineix una població en risc com aquella que no té immunitat contra el patogen atacant que pot ser un patogen nou o un patogen establert. S'utilitza per projectar el nombre d'infeccions que es poden esperar durant una epidèmia. Això ajuda a recopilar recursos per a l'assistència mèdica, així com a la producció de vacunes i/o medicaments antivírics o antibacterians. S'arriba a la taxa prenent el nombre de casos nous en la població en risc i dividint-la pel nombre de persones en risc de la població.